# Cal Damià (Aguilar de Segarra)
Cal Damià és una masia situada al municipi d'Aguilar de Segarra, a la comarca del Bages. Alberga un jaciment arqueològic paleocristià que data de l'edat mitjana.